# Mária Korenčiová
Mária Korenčiová (Bratislava, 27 de abril de 1989) es una futbolista eslovaca que juega como portera en el F.C. Como Women de la Serie A de Italia.
Entre 2005 y 2012 jugó en el Slovan Bratislava, y en 2011 empezó a jugar con la selección eslovaca.
Tras pasar brevemente por el Slavia Praga, en la 13-14 fichó por el SC Sand de la 2ª división alemana, con el que ascendió a la Bundesliga.